# Harald Funk
Harald Franz Funk (* 20. September 1918 in Herzogenburg; † 1. Januar 1992 in Salzburg) war ein österreichischer Chemiker.

## Leben
Harald Franz Funk, Sohn von Franz Anton Funk und Anna Maria geb. Seifried, studierte Chemieingenieurwesen von 1940 bis 1944 in Karlsruhe. Er arbeitete von 1940 bis 1946 als Forschungs-Ingenieur bei der BASF in Ludwigshafen. Danach war er bis 1951 beratend als Chemieingenieur, und von 1952 bis 1956 bei Gulf Oil in Kanada tätig. Anschließend war er bis 1962 bei Linde AG Verantwortlicher für Nordamerika. Von 1962 bis 1965 war er als Manager für Kryogenik bei Allied Chemical Corp. Von 1962 bis 1965 war er President bei der Silvichem Corp. in Toronto und Salzburg. Ab 1988 war er Vice President bei der Phoenix Gold Mines Ltd. in Toronto. Er war auch als Berater für die Weltbank tätig.
Funk publizierte zahlreiche Artikel über die Vergasung fester Abfälle und erhielt mehr als 44 Patente. Zu seinen Errungenschaften gehören die Berechnung und Erstellung von Dampftafeln und Mollierdiagramme für Ammoniak und Acetylen, der Entwurf und Bau einer Rauchgasentschwefelungsanlage für Benzin in Ölraffinerien (Entfernung von Mercaptanen), die Inbetriebnahme einer Rauchgasreinigungsanlage, die Entwicklung einer Demonstrationsanlage für die Koksofengasreinigung mit Rückgewinnung von reinem Wasserstoff und Entschwefelung, einer Demonstrationsanlage zur Herstellung von Aktivkohle aus Abfallholz, einer Anlage zur Rückgewinnung von C5- und C6-Monomeren aus Holz für die Herstellung von Zucker (Xylit) und anderen Produkten, sowie eine Demonstrationsanlage zur Vergasung von festen Abfällen.
Er war Mitglied der Association of Professional Engineers in Ontario, American Institute of Chemical Engineers, Air Pollution Control Association, Verein Deutscher Ingenieure, Deutsche Gesellschaft für chemisches Apparatewesen und der New York Academy of Sciences.

## Verweise
- Harald Franz Funk auf Prabook
- Patente (Auszug) auf Google Patents

| Personendaten    | Personendaten                           |
| ---------------- | --------------------------------------- |
| NAME             | Funk, Harald                            |
| ALTERNATIVNAMEN  | Funk, Harald Franz (vollständiger Name) |
| KURZBESCHREIBUNG | österreichischer Chemiker               |
| GEBURTSDATUM     | 20. September 1918                      |
| GEBURTSORT       | Herzogenburg                            |
| STERBEDATUM      | 1. Januar 1992                          |